# VSK Aarhus
VSK Aarhus eller Vejlby Skovbakken Aarhus er en dansk fodboldklub, hjemmehørende i Aarhus-bydelen Vejlby. Klubben blev stiftet den 1. juli 2016  som en fusion mellem Idrætsklubben Skovbakken og Vejlby IK Fodbold.
VSK Aarhus spiller sine hjemmekampe på Vejlby Stadion i det nordlige Aarhus. Herrernes hold spiller i 2. division, kvindernes hold spiller i 3F-ligaen.